# Ошлацький заповідник
Ошлацький природний заповідник (алб. Rezervat Strikt i Natyrës Oshlaku, серб. Строги природни резерват Ошљак / Strogi prirodni rezervat Ošljak) є суворим природним заповідником у Призренському окрузі та Урошеваць Південно-Східного Косова. Заповідник охоплює 20 гектарів (0,20 квадратного кілометра) гірської та горбистої місцевості, невеликі озера та широкі ліси з великою кількістю пов'язаної флори та фауни. Він повністю розташований у межах національного парку Шар-Планина, одного з двох національних парків Косова.
У фітогеографічному відношенні заповідник входить до балканських мішаних лісів наземного екорегіону Палеарктичного помірного широколистяного і мішаного лісового біому. У ньому є хвойні, змішані та листяні ліси, які є ідеальним середовищем проживання для численних тварин, птахів і рослин. Ліси особливо представлені ялицею (ялиця), сосною (боснійська та македонська сосна) та дубом (македонський дуб).
У регіоні живе надзвичайна різноманітність видів дикої природи, які мають високу цінність для біорізноманіття. Мабуть, найбільш знаковими видами є бурий ведмідь, лисиця, сарна, беркут, дика коза та вепр. Тим не менш, відносно велика частка цих видів перебуває під загрозою вимирання.